# Franco Fabbri
Franco Fabbri (San Paolo, 1949) è un musicologo, cantante e chitarrista italiano.

## Biografia
Dal 1966 al 2012 è stato chitarrista, cantante e compositore negli Stormy Six, gruppo che nel 1980 ricevette un Premio della critica discografica tedesca per l'album Macchina maccheronica come miglior disco rock dell'anno davanti ai Police. Oltre a otto album con il gruppo, Fabbri ha inciso anche lavori di musica elettronica e sperimentale (Domestic Flights e Luci). Nel 2013 ha presentato in concerto e registrato brani di Sokrátis Málamas, Nikos Xidákis e altri autori dell'éntechno greco, insieme a Érrico Pavese, Antonio Zanuso e Cesare Picco; nel 2014 è stato promotore e direttore artistico dello spettacolo "Bella ciao", nel cinquantesimo anniversario dello spettacolo originale presentato al Festival dei Due Mondi nel 1964; nel 2017 gli è stato attribuito il premio all'operatore culturale degli Amici di Amilcare (Barcellona); nel 2018 è stato curatore e interprete, insieme a Mirko Puglisi, del concerto "Radio Sessantotto", che ha debuttato all'Istituto Italiano di Cultura di Parigi.
Come musicologo, Fabbri ha pubblicato saggi sul rapporto tra musica e tecnologia (Elettronica e musica, 1984, con un'introduzione di Luigi Nono); sulla musica come fenomeno sociale e culturale (L'ascolto tabù, pubblicato nel 2005, ristampato e ampliato nel 2017, Il suono in cui viviamo, ristampato e ampliato nel 2008 per i tipi de il Saggiatore, Non è musica leggera, 2020, e Il tempo di una canzone, 2021), sull'analisi della canzone (in Fabrizio De André. Accordi eretici e Mina. Una forza incantatrice e nell'Enciclopedia della musica Einaudi), sulla storia della popular music (Around the clock. Una breve storia della popular music, 2008) e sui generi musicali, pubblicati in vari libri e riviste internazionali. La sua vicenda personale (incluse le attività accademiche e professionali) e quelle del gruppo musicale del quale ha fatto parte sono narrate in Album bianco (l'ultima edizione aggiornata e illustrata è del 2011).
È stato tra i fondatori (1981) e tre volte chairman (1985-1987, 2005-2007, 2018-2019) della IASPM (International Association for the Study of Popular Music).
Ha insegnato fino alla fine del 2015 all'Università di Torino (Popular music e Culture e tecniche del suono e della musica) e tiene il corso di Elementi di economia dei beni musicali all'interno del corso di laurea in Informatica musicale all'Università degli Studi di Milano. Ha insegnato anche Storia della popular music e Storia delle forme e dei repertori musicali al Conservatorio di Parma, e tiene corsi e seminari allo Ied (Milano) e al CESMA (Bioggio, Svizzera). Tiene regolarmente conferenze e seminari in Italia e all'estero (i più recenti in Spagna, Gran Bretagna, Francia, Germania, Finlandia, Lituania, USA, Serbia). È Visiting Professor all'Università di Huddersfield, GB.
Fa parte della redazione di Musica/Realtà e del comitato scientifico della collana Le sfere (LIM), delle redazioni di Popular Music (Cambridge University Press) e del Journal of World Popular Music, ed è co-editor insieme a Goffredo Plastino della collana Routledge Global Popular Music, per la quale ha curato, sempre con Plastino, il volume Made in Italy: Studies in Popular Music (2014).
Ha collaborato, come critico musicale, con diverse testate (L'Unità, Il Sole 24 Ore) e scritto sulle pagine milanesi de la Repubblica. È stato uno dei conduttori storici del programma Radio Tre Suite. Collabora con Strisciarossa e con la Rete Due della Radio della Svizzera Italiana.
Nel 2019 gli è stato attribuito il Premio Tenco per l'operatore culturale. Nel 2021 gli è stata conferita la Honorary Membership della IASPM, con questa motivazione: "Professor Franco Fabbri was a founder member of IASPM and Chair many times. He has led the IASPM Italy branch, and is a leading popular music scholar in Italy and Worldwide." Nell'anno accademico 2022-2023 è stato Coordinatore del corso triennale di Composizione Popular Music presso la Civica Scuola di Musica "Claudio Abbado" di Milano.
Nel 2022, intervistato dagli studenti dell'Unione Rivoluzionaria Studentesca, parlando della sua attività politica ha dichiarato che "Sono entrato nel Movimento Studentesco milanese nel 1970, dopo un viaggio nel nord Europa che mi aveva aperto gli occhi. Ne sono uscito nel 1973, perché ormai l’attività musicale non mi lasciava altro spazio, e anche per ragioni politiche. Per un certo periodo sono stato iscritto al PCI, e poi, tra l’altro, sono stato candidato alle elezioni comunali di Milano (quelle vinte da Pisapia) per SEL". Ha inoltre affermato di non sottrarsi alla definizione di comunista, sebbene "come marxista che ha studiato i testi “classici”, conosco la differenza tra socialismo e comunismo, e sì, volendo essere preciso direi che mi sento soprattutto un socialista conseguente". Parlando invece della sua attività tra le file del Movimento Studentesco ha dichiarato che "Dopo essere entrato nel 1970, sono stato un militante a tutti gli effetti (collettivi, manifestazioni, presìdi, volantinaggi, eccetera), finché non sono entrato nella Commissione Musicale (appenafondata) e la mia militanza è consistita soprattutto negli spettacoli di propaganda che si tenevano in scuole e università occupate, nelle fabbriche, eccetera. A quell'epoca risale la fusione fra gli Stormy Six e alcuni compagni dell’MS; nel frattempo gli Stormy Six avevano cominciato a girare tutta l’Italia, per organizzatori appartenenti a tutto l’arco della sinistra di allora. I dirigenti dell’MS avrebbero voluto che gli Stormy Six fossero invece una band “ufficiale” del Movimento Studentesco. Per noi essere a disposizione di tutto il movimento (politico, sindacale, studentesco, ecc.) era fondamentale, quindi fummo costretti a uscire. La fondazione della cooperativa l’Orchestra fu il passo successivo". Proprio con la Commissione Musicale del Movimento Studentesco Franco Fabbri realizzò la canzone Compagno Franceschi (in onore di Roberto Franceschi, rimasto ucciso in uno scontro di piazza durante l'occupazione della Bocconi il 23 gennaio 1973), che dice essere "nata d'impulso, subito dopo la notizia dell’assassinio di Franceschi. Quella sera io e alcuni altri compagni degli Stormy Six dovevamo andare al collettivo convocato alla Bocconi, ma tornammo tardi e stanchi da una giornata all’estero (per una trasmissione televisiva), e quindi restammo a casa. La canzone fu registrata pochi giorni dopo, per farne un 45 giri del Movimento Studentesco, ma già allora era cantata da tutti i militanti milanesi".

## Opere
- La musica in mano. Manuale di teoria musicale, Milano, Mazzotta, 1978
- Elettronica e musica, Milano, Fratelli Fabbri, 1984
- Musica elettronica con il Commodore 64, Milano, Arti Grafiche Ricordi, 1984
- La musica che si consuma (con N. Ala, U. Fiori, E. Ghezzi), Milano, Unicopli, 1985
- Compositore. Musica elettronica con il Commodore 64, parte seconda, Milano, Arti Grafiche Ricordi, 1986
- Il suono in cui viviamo, Milano, Feltrinelli, 1996
- Il cantautore con due voci, in R. Giuffrida, B. Bigoni (a cura di) Fabrizio De André. Accordi eretici, Milano, Euresis, 1997
- Il cielo in una stanza, in F. Fabbri, L. Pestalozza (a cura di) Mina. Una forza incantatrice, Milano, Euresis, 1998
- Album bianco. Diari musicali 1965-2000, Roma, Arcana, 2001
- Album bianco. Diari musicali 1965-2000, Roma, Arcana, 2002 (seconda edizione)
- Il suono in cui viviamo, Roma, Arcana, 2002 (seconda edizione)
- L'ascolto tabù. Le musiche nello scontro globale, Milano, il Saggiatore, 2005
- Around the clock. Una breve storia della popular music, Torino, UTET Libreria, 2008
- Il suono in cui viviamo. Saggi sulla popular music, Milano, il Saggiatore, 2008 (terza edizione)
- Quei concetti che tutti usano e dei quali non si discute, in Daniele Follero, Concept album,  Bologna, Odoya, 2009, pp. 7 – 10
- Che cos'è l'istinto musicale? E parlare di musica è come danzare di architettura?, in Philip Ball, L'istinto musicale, Bari, Dedalo, 2011, pp. 5 – 9
- Curiosità armoniche e vite parallele, in Philip Tagg, La tonalità di tutti i giorni, Milano, il Saggiatore, 2011, pp. 7 – 14
- Album bianco. Diari musicali 1965-2011, Milano, il Saggiatore, 2011 (terza edizione)
- Made in Italy: Studies in Popular Music (con Goffredo Plastino), London and New York, Routledge, 2014
- Around the clock. Una breve storia della popular music, Torino, UTET, 2016 (seconda edizione)
- L'ascolto tabù. Le musiche nello scontro globale, Milano, il Saggiatore, 2017 (seconda edizione)
- Non è musica leggera, Milano, JacaBook, 2020
- Il tempo di una canzone. Saggi sulla popular music, Milano, JacaBook, 2021